# Le Soldat blanchi
Le Soldat blanchi ou Le Soldat blafard (The Adventure of the Blanched Soldier en version originale), est l'une des cinquante-six nouvelles d'Arthur Conan Doyle mettant en scène le détective Sherlock Holmes. Elle est parue pour la première fois le 16 octobre 1926 dans l'hebdomadaire américain Liberty, avant d'être regroupée avec d'autres nouvelles dans le recueil Les Archives de Sherlock Holmes (The Case-Book of Sherlock Holmes).
Cette nouvelle a la particularité d'être narrée par Sherlock Holmes lui-même, et non par le docteur Watson. La Crinière du lion (1926) est la seule autre aventure de Sherlock Holmes narrée par le détective lui-même.

## Résumé

### Mystère initial
En janvier 1903, James M. Dodd vient au 221B Baker Street pour s'entretenir avec Sherlock Holmes d'une étrange affaire.
Dodd a servi dans la cavalerie impériale en Afrique du Sud lors de la guerre des Boers terminée peu de temps auparavant. Là-bas, il s'est lié d'amitié avec Godfrey Emsworth, un camarade lui-même fils du colonel Emsworth, redouté pour son caractère tyrannique. En 1902, James Dodd a appris via deux missives d'hôpitaux que son camarade Godfrey Emsworth avait été gravement blessé aux environs de Pretoria. Après la guerre, Dodd souhaite revoir son camarade blessé mais ses lettres restent sans réponse.
Dodd entre alors en contact avec la famille Ensworth pour avoir des nouvelles de Godfrey. Le colonel Ensworth lui répond avec irritation que son fils est parti faire le tour du monde et est absent pour une longue période. Dodd, soupçonnant un mensonge, décide d'enquêter dans la propriété de la famille Ensworth, et parvient à être invité à Tuxbury Old Hall pour y passer une nuit. Dans la soirée, il apprend par le majordome que Godfrey est toujours vivant mais connait un sort dramatique. L'émotion de Dodd s'accroît lorsqu'il aperçoit au-dehors par la fenêtre son ancien camarade dont le teint est étrangement pâle. Godfrey fuit alors dans le jardin, Dodd tente de le rattraper sans réussite, mais parvient devant un bâtiment annexe de la propriété des Ensworth : il découvre le lendemain que Godfrey est enfermé dans ce bâtiment sous la surveillance d'un autre homme nommé M. Kent. Surpris par le colonel dans ses investigations, Dodd est sommé de prendre le premier train pour Londres. Son souhait d'éclairer l'affaire le pousse à entrer en contact avec Sherlock Holmes.

### Résolution
Holmes décide de partir la semaine suivante avec Dodd à Tuxbury Old Hall pour y mener son enquête. S'ajoute au voyage un troisième personnage dont Holmes ne souhaite pas révéler immédiatement l'identité à Dodd.
Arrivés à la propriété, Holmes et Dodd sont immédiatement sommés de quitter les lieux par le colonel Emsworth. Holmes tend cependant un papier au colonel, sur lequel est écrit un simple mot. Le colonel Emsworth a dès lors la preuve que le détective a compris les tenants et les aboutissants de l'affaire. Abandonnant son indignation, il accepte que Holmes et Dodd entrent dans la bâtisse annexe pour rencontrer Godfrey Emsworth. Ce dernier semble atteint d'une maladie ayant fait apparaitre des taches blanchâtres sur son visage. Godfrey explique alors à son camarade qu'après avoir été blessé en Afrique du Sud, il était parvenu à rejoindre un hôpital pendant la nuit avec bien des difficultés. Très affaibli, il s'était couché dans le premier lit vide trouvé. Le lendemain matin, le médecin britannique l'ayant découvert lui appris avec horreur que ce lit avait été occupé auparavant par un lépreux, et qu'il s'était certainement contaminé en y dormant. De retour en Angleterre, Godfrey n'avait pas tardé à développer les symptômes de cette maladie. La famille Emsworth et Godfey lui-même, craignant autant une mise en quarantaine que la honte familiale, préférèrent dissimuler la vérité : Godfrey décida de vivre reclus dans ce bâtiment inhabité de la propriété familiale, sous la surveillance d'un chirurgien, M. Kent.
« Lèpre » est effectivement le mot que Holmes avait écrit sur le papier tendu au colonel Emsworth pour lui montrer sa compréhension de l'affaire. Le détective, cependant, n'est pas convaincu que Godfrey est véritablement atteint par cette maladie. Il fait alors venir le médecin de renom James Saunders, ayant accompagné Holmes et Dodd à Tuxbury Old Hall et dont l'identité restait mystérieuse. Après un examen attentif de Godfrey, le médecin conclut que le jeune homme n'est pas atteint de lèpre : les symptômes développés sont seulement une manifestation d'origine psychologique, Godfrey ayant été persuadé qu'il contracterait la maladie. La nouvelle se termine par la joie et l'émotion de la famille Emsworth.

### Allusions à d'autres enquêtes
Au cours du récit, Holmes évoque deux autres affaires sur lesquelles il travaillait en janvier 1903. La première est celle de L'École du prieuré, qu'il nomme ici « l’École de l'abbaye ». La seconde affaire est inédite et concerne une mission pour le sultan de Turquie dont l'enjeu politique était important.

### Seconde guerre des Boers
Cette aventure de Holmes est la seule que Doyle situe dans le contexte de la seconde guerre des Boers, une guerre où Doyle lui-même s'était porté volontaire comme médecin civil dans un hôpital dans la ville de Bloemfontein. La ville était alors en proie à une terrible épidémie de fièvre typhoïde.

## Livre audio en français
- Arthur Conan Doyle, Le Soldat blanchi [« The Adventure of the Blanched Soldier »], Paris, La Compagnie du Savoir, coll. « Les enquêtes de Sherlock Holmes », 2011 (EAN 3661585198864, BNF 42478518)Narrateur : Cyril Deguillen ; support : 1 disque compact audio ; durée : 57 min environ ; référence éditeur : La Compagnie du Savoir CDS112. Le nom du traducteur n'est pas indiqué.